# Ischnocolus holosericeus
Ischnocolus holosericeus é uma espécie de aranha pertencente à família Theraphosidae (tarântulas).